# Палата представителей Национального собрания Беларуси V созыва
Палата представителей Национального собрания 5-го созыва (бел. Палата прадстаўнікоў Нацыянальнага сходу 5-га склікання) — нижняя палата Национального собрания, которое является парламентом Республики Беларусь, депутаты которой были избраны на выборах 23 сентября 2012 года.
Срок полномочий:
- Дата начала — 23 сентября 2012 года.
- Первое пленарное заседание — 18 октября 2012 года[1].
- Дата окончания — 11 октября 2016 года.

До избрания председателя Палаты представителей сессию вела руководитель Центризбиркома Лидия Ермошина, что соответствует Регламенту Палаты представителей. На первом заседании также присутствовал первый заместитель председателя Государственной думы Федерального собрания Российской Федерации Иван Мельников. Председателем Палаты представителей Национального собрания Беларуси путём тайного голосования был переизбран избран Владимир Андрейченко, возглавлявший прежний созыв Палаты. Заместителем председателя был избран Виктор Гуминский, который также занимал эту должность, начиная с 2010 года.

## Выборы
Выборы в Палату представителей прошли 23 сентября 2012 года. По данным Центральной комиссии по проведению выборов в референдумов, они состоялись во всех избирательных округах. В ходе голосования было избрано 109 депутатов. Также, по данным избирательной комиссии в голосовании приняли участие 5 245 459 человек, или же 74,61 % избирателей. По одному из безальтернативных округов — Гомельскому-Новобелицкому № 36 — депутат избран не был, так как за него проголосовало менее 50 % принявших участие в голосовании избирателей.
Среди депутатов Палаты представителей пятого созыва 21 депутат прошлого созыва. Многие избранные депутаты до избрания являлись чиновниками и представителями государственной власти: председателями райисполкомов, начальниками отделов, комитетов и управлений райисполкомов, помощниками президента, заместителями председателей облисполкомов, председателями советов депутатов, сотрудниками Комитета государственного контроля, представителями Комитета государственной безопасности. Из 109 избранных депутатов 29 являлись женщинами. По партийному составу 104 из 109 депутатов являлись беспартийными (из них 63 — члены РОО «Белая Русь»), в состав нового парламента удалось избраться представителям лишь трёх политических партий, 3 депутатских мандата получили члены Коммунистической партии и по одному члену от Партии труда и справедливости и Аграрной партии.
28 марта 2014 года состоялись повторные выборы депутата по Гомельскому-Новобелицкому избирательному округу № 36, в голосовании приняли участие 59 033 избирателя или 73,8 % от общего числа избирателей округа. Депутатом Палаты представителей Национального собрания в округе № 36 была избрана Остапюк Елена Ивановна.

## Состав

### Руководство
- Председатель Палаты представителей — Андрейченко, Владимир Павлович[7]
- Заместитель Председателя Палаты представителей — Гуминский Виктор Александрович

### Постоянные комиссии
- Постоянная комиссия по законодательству и судебно-правовым вопросам — Самосейко Николай Леонидович;
- Постоянная комиссия по национальной безопасности — Мисурагин Игнатий Артемович;
- Постоянная комиссия по государственному строительству, местному самоуправлению и регламенту — Байков Василий Михайлович;
- Постоянная комиссия по аграрным вопросам — Крыжевич Сергей Иванович;
- Постоянная комиссия по образованию, культуре, науке и научно-техническому прогрессу — Зданович Владимир Матвеевич;
- Постоянная комиссия по правам человека, национальным отношениям и средствам массовой информации — Юшкевич Александр Николаевич;
- Постоянная комиссия по международным делам и связям с СНГ — Маскевич Сергей Александрович (30 октября 2008 — 27 января 2011), Карпенко Игорь Васильевич (27 января 2011 — 3 октября 2011), Бусько Виталий Леонидович (с 3 октября 2011);
- Постоянная комиссия по проблемам чернобыльской катастрофы, экологии и природопользованию — Коноплич Сергей Михайлович;
- Постоянная комиссия по бюджету, финансам и налоговой политике — Антоненко Александр Ильич;
- Постоянная комиссия по денежно-кредитной политике и банковской деятельности — Артюшенко Евгений Антонович;
- Постоянная комиссия по труду, социальной защите, делам ветеранов и инвалидов — Лаврукевич Анна Николаевна;
- Постоянная комиссия по охране здоровья, физической культуре, делам семьи и молодежи — Величко Олег Иванович;
- Постоянная комиссия по жилищной политике, строительству, торговле и приватизации — Полянская Галина Владимировна;
- Постоянная комиссия по промышленности, топливно-энергетическому комплексу, транспорту, связи и предпринимательству — Семашко Сергей Александрович.

### Список депутатов
Ниже приведен список имён депутатов.
Партийность депутатов Палаты представителей:  Беспартийный(-ая)
 Белорусская аграрная партия
 Коммунистическая партия Беларуси
 Республиканская партия труда и справедливости
| Брестская область   |                           |                                     |              |
| №                   | Название округа           | Избранный депутат                   | Партийность  |
| 1                   | Брестский-Западный        | Валюшицкий, Виктор Иванович         | беспартийный |
| 2                   | Брестский-Центральный     | Милошевский, Валентин Станиславович | беспартийный |
| 3                   | Брестский-Восточный       | Богданович, Лариса Николаевна       | беспартийный |
| 4                   | Брестский-Пограничный     | Базанов, Владимир Александрович     | беспартийный |
| 5                   | Барановичский-Западный    | Политико, Ольга Сергеевна           | беспартийная |
| 6                   | Барановичский-Восточный   | Стецко, Александр Николаевич        | беспартийный |
| 7                   | Барановичский сельский    | Язубец, Николай Мефодьевич          | беспартийный |
| 8                   | Беловежский               | Пузыревский, Владимир Иванович      | беспартийный |
| 9                   | Пружанский                | Юркевич, Александр Иванович         | беспартийный |
| 10                  | Днепро-Бугский            | Дорогокупец, Юрий Иванович          | беспартийный |
| 11                  | Ивацевичский              | Ковалевич, Леонид Николаевич        | беспартийный |
| 12                  | Кобринский                | Зозуля, Александр Иванович          | беспартийный |
| 13                  | Лунинецкий                | Верес, Валентина Игнатьевна         | беспартийная |
| 14                  | Пинский городской         | Мандровская, Зинаида Михайловна     | беспартийная |
| 15                  | Пинский сельский          | Полейчук, Александр Иванович        | беспартийный |
| 16                  | Столинский                | Ярошевич, Александр Николаевич      | беспартийный |
| Витебская область   |                           |                                     |              |
| №                   | Название округа           | Избранный депутат                   | Партийность  |
| 17                  | Витебский-Горьковский     | Грицкевич, Геннадий Павлович        | беспартийный |
| 18                  | Витебский-Чкаловский      | Волков, Михаил Николаевич           | беспартийный |
| 19                  | Витебский-Железнодорожный | Бохан, Сергей Николаевич            | беспартийный |
| 20                  | Витебский-Октябрьский     | Цецохо, Александр Владимирович      | беспартийный |
| 21                  | Витебский сельский        | Шитько, Владимир Владимирович       | беспартийный |
| 22                  | Докшицкий                 | Андрейченко, Владимир Павлович      | беспартийный |
| 23                  | Лепельский                | Шикшнян, Пётр Генрихович            | беспартийный |
| 24                  | Полоцкий сельский         | Папко, Василий Парфенович           | беспартийный |
| 25                  | Новополоцкий              | Девятовский, Вадим Анатольевич      | беспартийный |
| 26                  | Оршанский городской       | Добрынина, Людмила Анатольевна      | беспартийная |
| 27                  | Оршанский-Днепровский     | Дедушкин, Владимир Михайлович       | беспартийный |
| 28                  | Полоцкий городской        | Гуйвик, Наталья Васильевна          | беспартийная |
| 29                  | Шарковщинский             | Морхат, Мечислав Викторович         | беспартийный |
| 30                  | Сенненский                | Попков, Александр Андреевич         | беспартийный |
| Гомельская область  |                           |                                     |              |
| №                   | Название округа           | Избранный депутат                   | Партийность  |
| 31                  | Гомельский-Юбилейный      | Фесак, Виктор Дмитриевич            | беспартийный |
| 32                  | Гомельский-Сельмашевский  | Жмайлик, Валерий Алексеевич         | беспартийный |
| 33                  | Гомельский-Центральный    | Левшунов, Олег Фёдорович            | беспартийный |
| 34                  | Гомельский-Советский      | Починок, Михаил Иосифович           | беспартийный |
| 35                  | Гомельский-Промышленный   | Лопатина, Анна Люциановна           | беспартийная |
| 36                  | Гомельский-Новобелицкий   | Остапюк, Елена Ивановна             | беспартийная |
| 37                  | Гомельский сельский       | Наумчик, Алла Александровна         | беспартийная |
| 38                  | Буда-Кошелёвский          | Шостак, Пётр Николаевич             | беспартийный |
| 39                  | Житковичский              | Михалькова, Людмила Степановна      | беспартийная |
| 40                  | Жлобинский                | Апанасюк, Леонид Николаевич         | беспартийный |
| 41                  | Калинковичский            | Удодов, Александр Петрович          | беспартийный |
| 42                  | Мозырский                 | Рассоха, Николай Фёдорович          | беспартийный |
| 43                  | Полесский                 | Коноплич, Сергей Михайлович         | беспартийный |
| 44                  | Речицкий                  | Вашков, Адам Семёнович              | беспартийный |
| 45                  | Рогачёвский               | Щепов, Владислав Александрович      | беспартийный |
| 46                  | Светлогорский             | Филиппович, Галина Васильевна       | беспартийная |
| 47                  | Хойникский                | Чекан, Светлана Владиславовна       | беспартийная |
| Гродненская область |                           |                                     |              |
| №                   | Название округа           | Избранный депутат                   | Партийность  |
| 48                  | Волковысский              | Сегодник, Александр Иванович        | беспартийный |
| 49                  | Гродненский-Занеманский   | Береснева, Елена Петровна           | беспартийная |
| 50                  | Гродненский-Центральный   | Михно, Василий Кондратьевич         | беспартийный |
| 51                  | Гродненский-Северный      | Лискович, Виктор Андреевич          | беспартийный |
| 52                  | Гродненский сельский      | Межуев, Александр Вениаминович      | беспартийный |
| 53                  | Ивьенский                 | Кучинская, Наталья Геннадьевна      | беспартийная |
| 54                  | Лидский                   | Гуща, Валерий Иванович              | беспартийный |
| 55                  | Дятловский                | Ермантович, Леонид Алексеевич       | беспартийный |
| 56                  | Мостовский                | Коханов, Анатолий Павлович          | БАП          |
| 57                  | Новогрудский              | Наумович, Андрей Николаевич         | беспартийный |
| 58                  | Слонимский                | Сопикова, Алла Николаевна           | беспартийная |
| 59                  | Сморгонский               | Кокаш, Валерий Владимирович         | беспартийный |
| 60                  | Щучинский                 | Ушкевич, Сергей Иосифович           | беспартийный |
| Минская область     |                           |                                     |              |
| №                   | Название округа           | Избранный депутат                   | Партийность  |
| 61                  | Березинский               | Щетько, Виктор Владимирович         | беспартийный |
| 62                  | Борисовский городской     | Красовская, Тамара Петровна         | беспартийная |
| 63                  | Борисовский сельский      | Гуминский, Виктор Александрович     | беспартийный |
| 64                  | Жодинский                 | Харитончик, Дмитрий Иванович        | беспартийный |
| 65                  | Пуховичский               | Гайдукевич, Валерий Владимирович    | беспартийный |
| 66                  | Копыльский                | Бойко, Анатолий Степанович          | беспартийный |
| 67                  | Слуцкий                   | Клещук, Инесса Анатольевна          | беспартийная |
| 68                  | Солигорский городской     | Оболенский, Евгений Вячеславович    | беспартийный |
| 69                  | Солигорский сельский      | Данилевич, Таиса Ивановна           | беспартийная |
| 70                  | Столбцовский              | Иванченко, Николай Михайлович       | беспартийная |
| 71                  | Дзержинский               | Цыдик, Владислав Станиславович      | беспартийный |
| 72                  | Молодечненский городской  | Лазовская, Галина Болеславовна      | беспартийная |
| 73                  | Молодечненский сельский   | Кулеш, Станислав Францевич          | беспартийный |
| 74                  | Вилейский                 | Русак, Виктор Владимирович          | беспартийный |
| 75                  | Логойский                 | Мурашко, Илья Александрович         | беспартийный |
| 76                  | Минский сельский          | Левицкая, Анна Викторовна           | беспартийная |
| 77                  | Заславский                | Мякинник, Александр Петрович        | беспартийный |
| Могилёвская область |                           |                                     |              |
| №                   | Название округа           | Избранный депутат                   | Партийность  |
| 78                  | Бобруйский-Ленинский      | Плаксицкий, Николай Григорьевич     | беспартийный |
| 79                  | Бобруйский-Первомайский   | Мишур, Жанна Николаевна             | РПТС         |
| 80                  | Бобруйский сельский       | Шамаль, Елена Владимировна          | беспартийная |
| 81                  | Быховский                 | Конончук, Татьяна Петровна          | беспартийная |
| 82                  | Горецкий                  | Волков, Михаил Михайлович           | беспартийный |
| 83                  | Кричевский                | Кравцов, Владимир Васильевич        | беспартийный |
| 84                  | Могилёвский-Ленинский     | Василенко, Владимир Николаевич      | беспартийный |
| 85                  | Могилёвский-Центральный   | Сенькевич, Эдуард Александрович     | беспартийный |
| 86                  | Могилёвский-Октябрьский   | Старостина, Людмила Викторовна      | беспартийная |
| 87                  | Могилёвский-Промышленный  | Станкевич, Игорь Станиславович      | беспартийный |
| 88                  | Могилёвский сельский      | Розганов, Александр Иванович        | беспартийный |
| 89                  | Осиповичский              | Колтунов, Николай Анисимович        | беспартийный |
| 90                  | Шкловский                 | Агеев, Александр Викторович         | беспартийный |
| город Минск         |                           |                                     |              |
| №                   | Название округа           | Избранный депутат                   | Партийность  |
| 91                  | Шабановский               | Нехайчик, Оксана Владимировна       | беспартийная |
| 92                  | Автозаводской             | Дудкин, Сергей Вениаминович         | беспартийный |
| 93                  | Васнецовский              | Бороденя Валерий Анатольевич        | беспартийный |
| 94                  | Свислочский               | Можейко, Леонид Павлович            | беспартийный |
| 95                  | Купаловский               | Леоненко, Валентина Степановна      | КПБ          |
| 96                  | Чкаловский                | Климович, Наталья Анатольевна       | беспартийная |
| 97                  | Октябрьский               | Черевач, Владимир Олегович          | беспартийный |
| 98                  | Грушевский                | Алексеенко, Василий Анатольевич     | беспартийный |
| 99                  | Юго-Западный              | Шилова, Светлана Дмитриевна         | беспартийная |
| 100                 | Есенинский                | Пальчик, Геннадий Владимирович      | беспартийный |
| 101                 | Сухаревский               | Кузьмич, Алексей Фёдорович          | КПБ          |
| 102                 | Западный                  | Кубракова, Людмила Петровна         | беспартийная |
| 103                 | Домбровский               | Журавская, Валентина Иосифовна      | КПБ          |
| 104                 | Кальварийский             | Саванович, Михаил Фёдорович         | беспартийный |
| 105                 | Старовиленский            | Самосейко, Николай Леонидович       | беспартийный |
| 106                 | Коласовский               | Шевцов, Дмитрий Евгеньевич          | беспартийный |
| 107                 | Восточный                 | Бусько, Виталий Леонидович          | беспартийный |
| 108                 | Калиновский               | Жилинский, Марат Геннадьевич        | беспартийный |
| 109                 | Уручский                  | Волевач, Зигмунд Антонович          | беспартийный |
| 110                 | Партизанский              | Волченков, Александр Анатольевич    | беспартийный |